# Cerreto Sannita
Cerreto Sannita é uma comuna italiana da região da Campania, província de Benevento, com cerca de 4.190 habitantes. Estende-se por uma área de 33 km², tendo uma densidade populacional de 127 hab/km². Faz fronteira com Cusano Mutri, Guardia Sanframondi, Morcone, Pietraroja, Pontelandolfo, San Lorenzello, San Lupo.
Pertence à rede das Cidades Cittaslow.

## Demografia
| Variação demográfica do município entre 1861 e 2011                               |
|                                                                                   |
| Fonte: Istituto Nazionale di Statistica (ISTAT) - Elaboração gráfica da Wikipedia |